# Upplands runinskrifter 531
Upplands runinskrifter 531 är en runhäll belägen i Kvisthamra i södra delen av Norrtälje. Runinskriften, som är från början av 1100-talet, har antagligen ristats vid en väg. Det är vid den tiden som Kvisthamraviken genom landhöjning dragit sig bort och området torrlagts. Runristningen är 1,4 gånger 0,5 meter stor.

## Inskriptionen
Translitterering av runraden:
... --- ...tar sun sin uk at kunuat faiur sin
Normalisering till runsvenska:
... ... ..., sun sinn, ok at Gunnhvat, faður sinn.
Översättning till nusvenska:
... efter (?) ... sin son och åt Gunnvat, sin fader.